# Sopwith 1½ Strutter
Sopwith 1½ Strutter je bil britanski eno ali dvosedežni večnamenski dvokrilnik iz 1. svetovne vojne. Bil je prvi britanski lovec s skozi propeler streljajočo strojnico. Poleg Kraljevih letalskih sil so ga veliko uporabljale tudi Francoske letalske sile (Aéronautique Militaire). Skupaj je bilo zgrajenih orkog 6000 letal.
Nenavado ime "1½ Strutter" je dobil po konfiguraciji podpornih palic, ki podpirajo zgornje krilo. 

## Specifikacije (1½ Strutter - dvosedežni, 130 KM Clerget)
Podatki iz British Aeroplanes 1914-18; Bruce 1957, pp. 549—550.
Splošne karakteristike
- Posadka: 2
- Dolžina: 25 ft 3 in (7,70 m)
- Razpon kril: 33 ft 6 in (10,21 m)
- Višina: 10 ft 3 in (3,12 m)
- Površina kril: 346 ft² (32,16 m²)
- Teža praznega letala: 1305 lb (593 kg)
- Naložena teža: 2149 lb (975 kg)
- Maks. vzletna teža: 2150 lb (977 kg)
- Pogon letala: 1 ×  Krožni motor Clerget 9B, 130 KM (97 kW)

 Zmogljivost 
- Maks. hitrost: 100 mph (87 vozlov, 161 km/h) na višini 6500 ft (1980 m)
- Trajanje leta: 3¾ ure
- Višina leta: 15500 ft (4730 m)
- Čas do višine 1980 m: 9 min 10 s

Oborožitev

- Strelno orožje: 

  - 1 × 7,7 mm  skozi propeler streljajoča Vickers strojnica
  - 1 × 7,7 mm Lewis strojnica v zadnjem kokpitu
- Bombe: Do 60 kg bomb